# 潘震宙
潘震宙（1942年—），江苏常州人，中国共产党及中华人民共和国官员，中华人民共和国文化部副部长，中国国家博物馆馆长、党委书记。第十届全国政协委员。

## 生平
1957年考入苏州第二中学。1960年考入南京师范学院中文系。1964年毕业留校参加工作。1966年加入中国共产党。历任南京师范学院中文系助教、中文系党总支秘书。1971年，调入中共江苏省委写作小组工作。1972年，到中共江苏省委宣传部写作组工作。1979年，任中共江苏省委机关期刊《群众》杂志编辑室副主任。1983年9月到1985年7月，在中共中央党校干部培训班学习。1986年，任中共江苏省委宣传部理论处处长。1987年，任中共江苏省委宣传部副部长。1990年，任中共江苏省委宣传部副部长、中共江苏省作家协会党组书记。1993年，任中共江苏省委宣传部副部长、江苏省文化厅厅长。1996年3月，任中华人民共和国文化部副部长、中共文化部党组成员。2003年到2005年9月，任新成立的中国国家博物馆馆长、党委书记。后任中国国家博物馆名誉馆长，中国戏曲现代戏研究会名誉会长等职。